# Maricela Chávez
Maricela Chávez (Maricela Aurora Chávez Reyes; * 24. September 1962) ist eine ehemalige mexikanische Geherin.
Im 10.000-Meter-Gehen gewann sie bei den Zentralamerika- und Karibikmeisterschaften 1989 und bei den Zentralamerika- und Karibikspielen 1990 jeweils Silber.
1991 holte sie über 10.000 m bei den Panamerikanischen Spielen in Indianapolis Bronze und kam im 10-km-Gehen bei den Weltmeisterschaften in Tokio auf den 18. Platz.
Ebenfalls über 10 km belegte sie bei den Olympischen Spielen 1992 in Barcelona Rang 28 und bei den Weltmeisterschaften 1993 in Stuttgart Rang 40.
Ihre persönliche Bestzeit über 10 km von 44:10 min stellte sie am 23. Mai 1993 in Brandýs auf.